# Puntius clemensi
Puntius clemensi е вид лъчеперка от семейство Шаранови (Cyprinidae). Видът е критично застрашен от изчезване.